# Sergej Bondarenko
Sergej Bondarenko (Russisch: Виктор Игоревич Файзулин) (Nachodka, 15 april 1955) is een voormalig Russisch voetballer en trainer. 

## Biografie
Bondarenko is afkomstig uit Nachodka, in het Russische Verre Oosten en begon zijn carrière bij Loetsj Vladivostok. Van daaruit maakte hij de overstap naar Dinamo Leningrad en een jaar later naar het grotere Zenit Leningrad waarmee hij in 1980 derde eindigde in de Sovjet Top Liga. Na een rampzalig seizoen en een conflict met de trainer ging hi in 1981 voor Pachtakor Tasjkent spelen en verbleef daar tot 1990. Vanaf 1985 speelde hij met Pachtakor in de tweede klasse. Hij beëindigde zijn carrière bij Okean Nachodka uit zijn thuisstad, waar hij na zijn spelerscarrière in verschillende periodes trainer werd. Met 392 in de Top Liga moet hij slechts zes spelers voor laten gaan die vaker aantraden.